# Tabloide

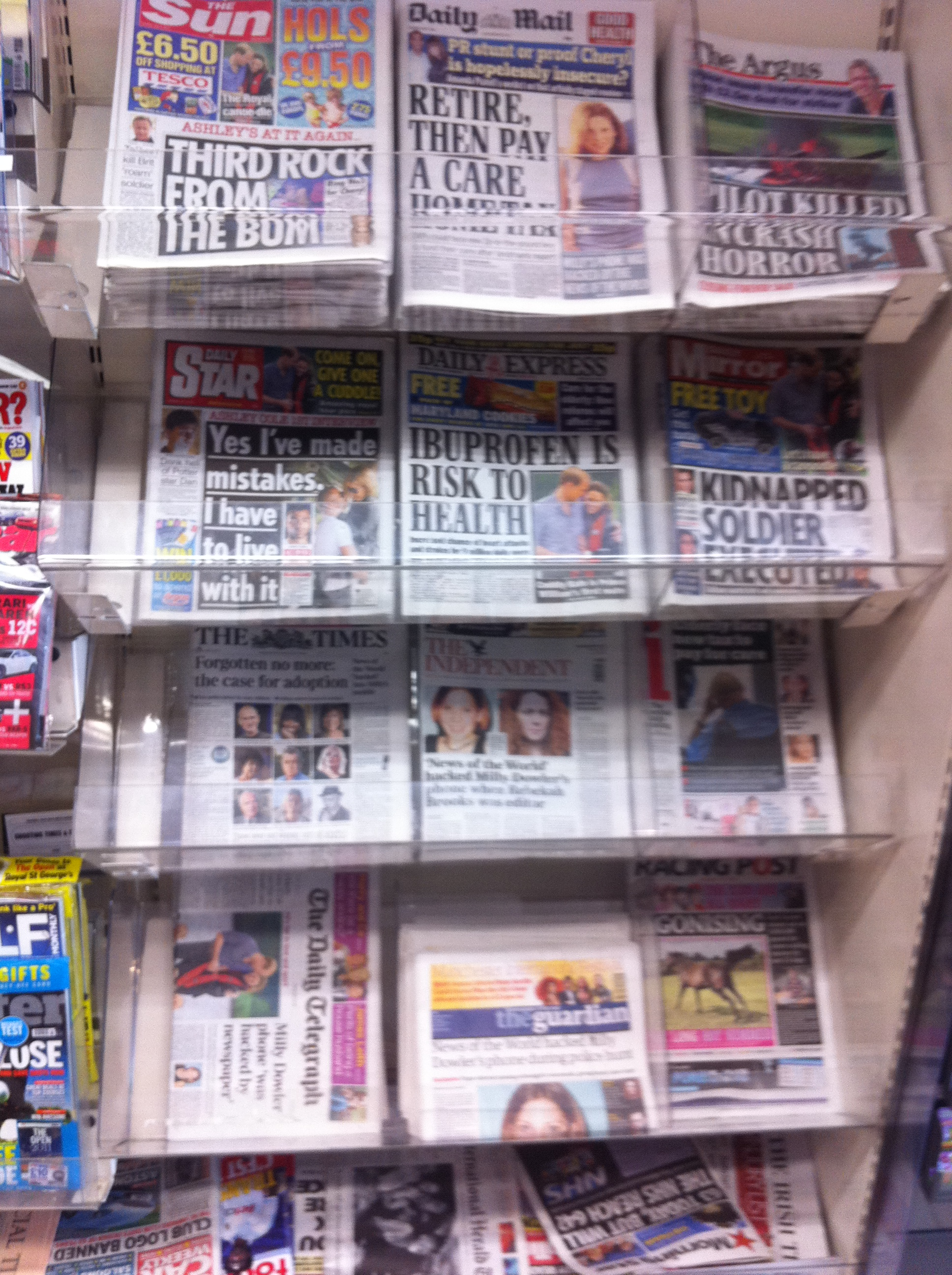
Tabloides britânicos, em 2011

O termo tabloide (pré-AO 1990: tablóide) designa um formato de jornal que surgiu em meados do século XX, no qual cada página mede aproximadamente 43 x 28 cm, as notícias são tratadas num formato mais curto e o número de ilustrações costuma ser maior do que o dos diários de formato tradicional.
O formato tabloide é particularmente popular no Reino Unido, onde suas dimensões de página são cerca de 43 × 28 cm (16,9 × 11,0 polegadas). Jornais de maior circulação, tradicionalmente associada a "maior qualidade" de jornalismo, são chamados de broadsheet embora vários jornais britânicos de "qualidade" recentemente adotaram o formato tabloide. Outro formato de jornal britânico é o Berliner, que é de tamanho intermediário entre o tabloide e o broadsheet e foi adotada por The Guardian e seu co-irmão The Observer.

## História
O nome deste formato provém do inglês "tabloid", pois foi em Londres onde se desenvolveram os primeiros jornais desse tipo, mas a origem dessa palavra é um pouco mais antiga. Em 1884, o laboratório farmacêutico britânico Burroughs, Wellcome and Company, atualmente fundido com o GlaxoSmithKline registrou a palavra "tabloid" para um formato de remédios condensados, a partir da palavra francesa "tablette", diminutivo de "table" (mesa), que se usava como nome de uma peça plana de lousa ou uma placa de mármore que era usada antigamente para escrever.
Até o século XVI, a palavra "tablette" já havia sido empregada no francês como nome de pequenos comprimidos de remédios, sabão ou alimentos, com a ideia de que se tratava de doses reduzidas de qualquer uma das três coisas. Este vocábulo francês ingressou no português para designar o formato de medicamento, substância alimentar ou qualquer produto sólido apresentado em forma de placa.
No começo do século XX já se falava, em inglês, de tabloid journalism (jornalismo tabloide) para designar inicialmente não um formato, mas sim a ideia de publicar notícias em versões condensadas, algo como "jornalismo em tabletes".

## Uso atual
Há dois usos distintos do termo hoje. O mais recente, derivado do uso original, refere-se a jornais alternativos semanais ou semissemanais em formato de tabloide. Muitos destes são geralmente jornais mais comuns, publicando em formato de tabloide. O que mais diferencia esses jornais dos diários, além de sua publicação menos frequente, é o fato de eles serem geralmente grátis para o usuário, pagos pelo lucro dos anúncios, também é fato que esses jornais tendem a se concentrar mais em fatos locais de entretenimento.
Em seu sentido tradicional, tabloides tendem a ter grande ênfase em histórias sensacionalistas e são relatados muitos casos nos quais o próprio jornal cria suas notícias, se sentirem que os assuntos não podem, ou não poderão ser processados por difamação.
Esse estilo de jornalismo foi exportado para os Estados Unidos e vários outros países. Na República Popular da China, tabloides chineses explodiram em popularidade desde a metade dos anos 1990 e testaram os limites da censura a imprensa por ter posições editorais críticas ao governo e por se colocarem em reportagens investigativas críticas.
Desde 1999 os maiores tabloides de supermercado dos Estados Unidos (diferentes de jornais locais em formato de tabloide; por exemplo os jornais The Enquirer, Star, Globe, Examiner, ¡Mira!, Sun e Weekly World News) estão sob uma única administração, o que alguns leitores temem que tenha reduzido a competitividade tradicional entre tabloides e alterou significativamente suas políticas editoriais e cobertura de notícias.
O tabloide (e jornal em geral) com maior circulação na Europa é o Bild, da Alemanha, com cerca de 4 milhões de cópias (menos do que os 5 milhões dos anos 1980). Apesar do tamanho de seu papel ser maior, seu estilo foi copiado dos tabloides britânicos.
Em Portugal, o formato tabloide é adotado pelo jornal Correio da Manhã.

## Tabloide no Brasil e Argentina
Na Argentina e no Rio Grande do Sul, sul do Brasil, os tabloides substituem os diários de formato tradicional. Ao contrário dos tabloides conhecidos, de entretenimento ou sensacionalistas, os tabloides sul-americanos destacam-se por apresentarem o mesmo conteúdo dos standards.
Em Porto Alegre, capital do Rio Grande do Sul, todos os 5 jornais de circulação diária na cidade são impressos no formato tabloide.
Destacam-se El Clarín (ARG), Super Notícia (BRA), Zero Hora (BRA), Diário de S. Paulo (BRA), A Notícia (BRA), Correio do Povo (BRA), Meia Hora (BRA) o Página/12 (ARG, Folha da Tarde (extinto, que fora o primeiro tabloide do Brasil) e Billboard Brasil. 
O Diário Gaúcho e o Hora de Santa Catarina seguem o mesmo formato, porém sem conteúdo dos standards, tendo em seu lugar manchetes de destaque maior, porém, sem sensacionalismo, o que torna os jornais uma versão leve em relação às versões britânicas.